# Savallo
Savallo – historyczny obszar geograficzny położony w północnych Włoszech, w regionie Lombardia, prowincji Brescia, gminie (comune) Casto. Jest częścią związku gmin górskich Comunità montana della Valle Sabbia położonych w dolinie Valle Sabbia. Obejmuje miejscowości Casto, Malpaga, Alone, Auro, Briale, Famea i Comero położone w dolinie potoku Nozza.

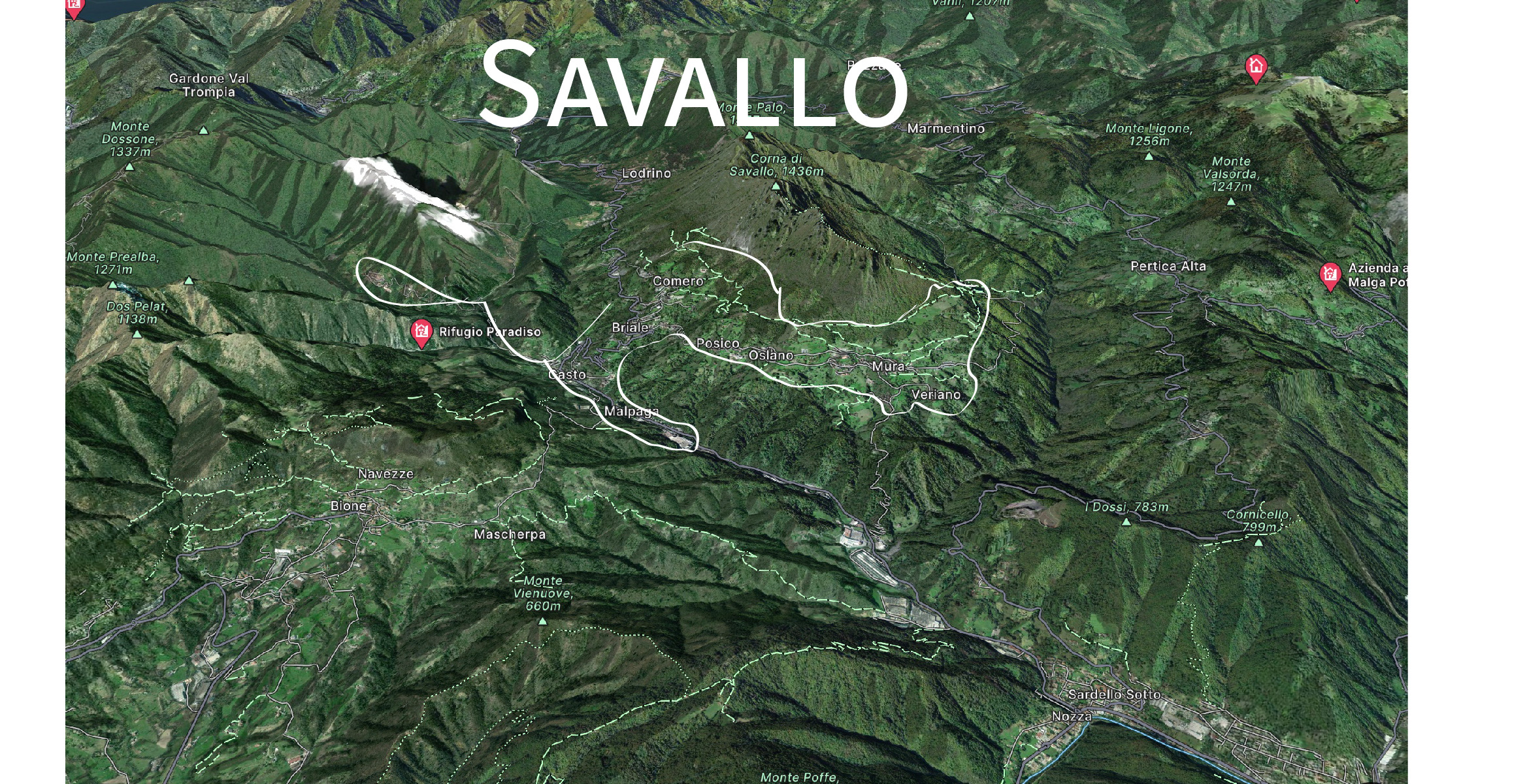
Savalllo

Pochodzenie nazwy Savallo nie jest jasne. Odnosi się najprawdopodobniej do określenia summa valis, tj. graniczna dolina, które odnosiło się położenia doliny w skrajnym, granicznym miejscu wspólnoty jaką stanowił większy obszar Valle Sabbia.

## Historia
Region Savallo wraz z całą Galią Przedalpejską został podporządkowany Imperium Rzymskiemu w 197 r. p.n.e. Jednak dopiero w 89 r. p.n.e. na mocy Lex Pompeia rozpoczął się okres ustanawiania kolonii. Pierwsze rzymskie osady w tym regionie tworzone były przez osadników-weteranów. W Savallo odnaleziono jednak niewiele śladów obecności Rzymu. Na terenie Mury odkryto epigrafy z inskrypcjami nagrobnymi (I w. n.e.) w pobliżu kościoła parafialnego; rzymskie budowle i grobowce w Posico, które – jak wiele wskazuje – stanowiło wtedy swego rodzaju centrum.
W średniowieczu, w okresie między X–XII w., miejscowe społeczności wyraźnie kształtują się w stronę autonomii i wolnych stowarzyszeń. Przeciwstawiają się tym samym coraz mocniejszym tendencjom feudalistycznym. W tym czasie rozkwita handel i rzemiosło oparte na licznie powstających kuźniach oraz produkcji sukna.
W pierwszych latach XV wieku dolina ponownie znalazła się na łasce armii i starć gwelfów i gibelinów. Opowiadając się wraz z całą Valsabbią po stronie Pandolfo Malatesty, pana Brescii (1404 do 1421 r.), otrzymała rozległe przywileje, w tym w 1407 roku przywilej soli. W dwadzieścia lat później, 13 stycznia 1427 roku, dolina stała się politycznie i administracyjnie częścią posiadłości Republiki Wenecji. Dla Serenissimy cała Valsabbia miała istotne strategiczne znaczenie jako obszar graniczny między Republiką Wenecką a episkopalnym księstwem Trydentu.
W 1630 r. w dolinę rozprzestrzeniła się epidemia, która w okresie od maja do października pozbawiła życia niemal połowę mieszkańców
XVIII w. był okresem niepokojów, protestów i buntów, powodowanych pogarszającą się sytuacją gospodarczą i społeczną, spotęgowaną poważnym głodem w latach 1763–1764. Czas wojen z Francją, upadek Republiki Wenecji i utworzenie Republiki Cisalpijskiej to okres ciągłych walk, pogarszającej się sytuacji gospodarczej zakończony dopiero w 1802 roku powołaniem Republiki Włoskiej i wyparciem wojsk austriackich z całej Valsabbi. 20 czerwca 1859 roku wkroczyły do niej wojska włoskie. Po ustaleniu linii demarkacyjnej między armią francusko-piemoncką i austriacką Savallo znalazło się po stronie wyzwolonej spod austriackiej dominacji. W nowym podziale administracyjnym Królestwa Włoch gminy doliny Sabbia zostały przypisane do dystryktu Salò podzielonego na okręgi sądowe. Savallo przypisane zostało do okręgu Vestone.
W okresie od 1943-45 roku w Savallo, w okolicach Alone działały partyzanckie oddziały 122 brygady Garibaldiego.

## Organizacja społeczna (vicinie,partichaeipieve)
Wartym odnotowania jest fakt, że w Savallo, podobnie jak w okolicznych dolinach Alp Bresciańskich zachowały się tradycyjne formy organizacji społecznych zarządzające majątkiem wspólnym gminy i związków gmin (vicinie, comunalia). Jak dowodzi np. A. Bonomi żywe jeszcze na początku XX wieku, choć już w ograniczonym zakresie, dobrze zorganizowane lokalne społeczności swoją tradycją sięgają starożytności. Budowane były na dwóch równoległych płaszczyznach. Z jednej strony były kontynuacją rzymskiego podziału na pagus i partichae, z drugiej na wczesnochrześcijańskie pieve. Z punktu widzenia centrum główną funkcją tych jednostek administracyjnych w starożytności i średniowieczu było utrzymanie dróg na szlakach handlowych.
Savallo leżało na skrzyżowaniu głównej drogi prowdzącej z Brescii do Trydentu i dalej przez przełęcz Brenner na drugą stronę Alp funkcjonującej już w okresie rzymskim. W średniowieczu zorganizowany system dróg rzymskich został przejęty przez gminy (parafie z diakonatami) chrześcijańskie by służyć pielgrzymom, kupcom i wojskowym. W ten sposób na miejsce dawnych rzymskich organizacji (pagus) weszły nowe chrześcijańskie (pieve). Zakres funkcjonalny, oraz organizacja tych lokalnych społeczności, pomimo zamian historycznych, pozostała niezmienna np. w zakresie zarządzania majątkiem wspólnym (najczęściej łąki, pastwiska i lasy), który pozostał niezależny od majątku kościelnego. Ich zakres terytorialny zmieniał się na przestrzeni wieków. Współcześnie historyczny obszar Savallo wyznacza granice gminy Casto.
W 1909 roku w Casto założona została Cooperativa Savallese, której głównym celem jest zapewnienie okolicy, świeżego pieczywa, lokalnych wędlin, serów, nabiału, mięsa oraz owoców i warzyw. Oprócz sklepu Casto punkty Cooperativy Savalesse istnieją w Alone, Briale i Malpaga.

### Partichae
Najwcześniejsze zachowane ślady osadnictwa w Savallo znajdują się w okolicy Mura, wokół miejscowości Posico z wioskami Olsano, Olsenago, Veriano, Breda (Praedium). Stanowią one zbiór rzymskiej toponimii, jedynej na tym obszarze.
Paolo Guerrini ujmuje to w ten sposób:
[...] uważam, że nazwa Savallo (sa.al) jest dialektalnym skrótem summa vallis, skrajnej doliny, ostatniej doliny obszaru Valsabbi w kierunku granicy z obszarem Trentino w Bagolino. Ta summa vallis, wskazana w liczbie pojedynczej vallis, a nie valles, składała się z czterech innych dolin, które nazywano Perticheo, a dokładniej Perticas [...]. Nazwa łacińska Perticae pochodzi z łaciny wiejskiej, popularnej, i nadal pozostaje w powszechnym użyciu, jako oznaczenie miary rolniczej, różnej w zależności od regionu [...], ale zawsze pod kątem dystrybucji i pomiaru agrarnego. [...] Dlatego też Pertica to nazwa tego publicznego terytorium państwowego, podzielonego na cztery części i przeznaczonego pod uprawę i przeznaczonego prawdopodobnie dla weteranów cesarskich armii Rzymu lub stacjonujących tu legionów barbarzyńskich. La Pertica jest w rzeczywistości terytorium podzielonym na cztery strefy przez cztery wspomniane potoki: Nozza, Tovere (w dialekcie Tuer da Torrens), Degnone i Abbiocolo, [...]. W sumie te cztery dywizje zwane Pertica stanowiły summa vallis obszaru Brescia w kierunku Trydentu i z tego powodu dwie denominacje Savallo i Pertica należy uważać za identyczne, chociaż w rozwoju terytorialnym gmin i parafii Pertica podwaja się i staje się Pertiche a denominacja Savallo ogranicza się do doliny Nozza poniżej Mury.
Mniejsze społeczności rozwinęły się z czasem w vicinie, organizacje skupiające rodziny z wioski lub kilku małych wiosek, zjednoczone wspólnymi potrzebami i współwłasnością nieruchomości (głównie lasów i pastwisk). Na podstawie późniejszych dokumentów jesteśmy w stanie określić, że średniowieczne vicinie były zorganizowanymi społecznościami opartymi właśnie na wspólnych ekonomicznych i agrarnych interesach. Ich członkowie nazywani byli boni homines, gdzie boni odnosiło się do właściciela majątku. Właśnie to współzarządzanie mniejszymi majątkami wchodzącymi w skład vicinie, z czasem stanowiącymi kolektyw, stało u podstaw tej instytucji społecznej. W średniowieczu doszedł jeszcze do tego aspekt ochrony wspólnych interesów wspólnoty przed nadużyciami ze strony rosnącej władzy możnych.
Na podstawie dostępnych współcześnie dokumentów nie jesteśmy w stanie określić dokładnych dat ukształtowania się odrębnych wspólnot w Savallo. Zgodnie z legendą to Bone femine z Fusio, testamentem z 12 lipca 1002 roku, przekazały na rzecz miejscowej społeczności lasy i pastwiska, ustanawiając zobowiązania wobec tych samych społeczności. Dokument ten był okresowo przypominany notarialnymi poświadczeniami w 1210, 1618, 1620 i 1807 r. Lokalne społeczności zrzeszone w wielopoziomowe struktury były dobrowolnymi stowarzyszeniami, z uregulowanymi prawnie instytucjami opisanymi w dokumentach nazywanych statutami. Pierwsze, o których dzisiaj wiemy zostały sporządzone w 1382 roku i znane są pod tytułem Universitas Comunis Perticae Vallis Sabi. Niestety dokument nie przetrwał do dzisiaj w oryginalnej formie. Z jego późniejszych edycji wiemy, że Universitas miał strukturę ustaloną strukturę terytorialną (Mura z Olsenago i Veriano, Posico z Olsano w różnych okresach Malpaga, Cornera z Auro, Briale i Famea, Casto i Alone) i organizacyjną. Zarządzany był przez dwóch burmistrzów, zwanych (w czasach Republiki Weneckiej zwanych konsulami), oraz przez Radę Generalną Savallo, składającą się z przedstawicieli poszczególnych vicinie. Rada Generalna Savallo spotykała się w Posico lub w domu kapelana kościoła Beata Vergine di Auro. Sama vicinia zarządzana była przez głowy rodzin, którzy wybierali zmienną liczbę radnych (consiglieri). Radni uczestniczyli w zgromadzeniach Rady Generalnej i wybierali konsula (console), burmistrzów (sindaci), sekretarza (cancilliere) i ich notariuszy (notai).
Savallo pojawia się w dokumencie Liber Potheris Brixiae z 1255 r., w 1470 r. jako Planum Savalli, Pertica Savalli w statucie Brescii.
Zarządzanie majątkiem wspólnym, należącym do społeczności lokalnej było z czasem regulowane przez władze centralne. Jednak przez długi okres społeczności te cieszy się autonomią regulowana przez samostanowieone prawa, wspomniane wyżej statuty. Savallo, znajdujące się w ramach większej organizacji społecznej jaką była Comunis Particae Vallis Sabi, autonomią cieszyło się do upadku Republiki Weneckiej w 1797 roku. Od tego czasu władze centralne, choć z poszanowaniem lokalnych tradycji, wprowadzały kolejne ograniczenia aż do całkowitego rozwiązania vicinie w 1928 roku.

### Pieve
Średniowieczne Savallo rozwijało się również w ramach administracji kościelnej. Pieve stanowiło główny kościół z baptysterium wraz z zależnymi od niego okolicznymi diakonatami. Na tym terenie chrześcijańska struktura administracyjna pieve pojawiła się ok. VI w. i zorganizowana była wokół kościoła S. Maria Assunda della corna di Savallo w historycznym centrum jeszcze rzymskiego podziału administracyjnego (pagus) w Posico. Nowe diakonie powstały w czterech skrajnych miejscach Savallo tj. w Nozzy (u wejścia do doliny, na głównej drodze komunikacyjnej między Brescią a Trydentem), Alone (u wyjscia doliny do sąsiedniej Val Trompia i dalej do Breści), Lavigno i Presegno. Z czasem powstał kolejny diakonat w Ono. Wszystkie miały służyć ułatwieniu komunikacji i handlu z sąsiednimi dolinami Trompia i Camonica. Kościół parafialny Mura Savallo był odpowiadał również za organizację targu. Diakonaty szybko zyskiwały na znaczeniu i pojawiały się nowo konsekrowane kościoły np. w Alone w 1498 r. Wraz ze wzrostem populacji oraz znaczenia ekonomicznego zależnych od Pieve di Mura kościołów w pozostałych miasteczkach Savallo rozpoczął się proces emancypacjny. Jeszcze w XV-wiecznym spisie dóbr kościelnych żaden z kościołów filialnych w miejscowościach Alone, Casto, Camero czy Malapaga nie figurował jako samodzielny. Zajęło to kolejne 200 lat i jako pierwszy, w 1684 roku usamodzielnił się kościół w Alone. Jako ostatni w Malapadze w 1751 roku.

## Turystyka
Savallo położone jest w zachodniej części Alp Bresciańskich (Catena Bresciana Occidentale')', na granicy dwóch dolin Valle Sabbia i Val Trompia. Szlaki turystyczne piesze są dobrze oznakowane i utrzymane. Trasy piesze są zróżnicowane w stopniu trudności oraz długości i umożliwiają przejście do sąsiednich dolin. Do eksploracji doliny od strony południowej dogodnym miejscem startowym jest Parco delle Fuccine położony na obrzeżach Casto, gdzie znajduje się kilka parkingów umożliwiających pozostawienie samochodów i wypożyczenie sprzętu sportowego (rowery, sprzęt wspinaczkowy na via ferraty). Z Parco Fucine w ramach, Gruppo Ferrate Casto, dostępnych jest 18 tras o różnym stopniu trudności. Najbliższe schronisko górskie to Riffugio Paradiso.

### Główne zabytki
Casto: Chiesa di S. Antonio Abate (XV/XVI w.), Oratorio di S. Giovanni Battista (XVII/XVIII w.), Casa Canonica (XV w.), Casa Gnocchi (XV w.), Casa Rossetti (XVI w.), Casa Carminati (XVII w.), Palazzo Passerini (XIX w.), Mulino Passerini, Santella dei Morti (XVIII w.), Santella della Madonna di Caravaggio (XVII w.)
Malpaga: Il Santuario dell’Annunziata poi Chiesa di San Bernardino (ok. 1820 r.), Santella di San Michele (1578 r.)
Auro: Il Santuario della Madonna della Neve (1527 r.), Santella dell’apparizione della Madonna (1527 r.)
Briale: Chiesa di S. Carlo (1610 r.), Casa affrescata ora Freddi (XVI w.)
Famea: Santella „ai Su”(XVIII w.), Santella „Alla Fontana Quadra” (XVIII w.), Santella della „Preera” (XVII w.), Casa Scalvini (XVI w.), Casa Freddi (XVIII w.)
Comero: Chiesa di San Silvestro (XVIII w), Santella di S. Carlo di Monte (XVII w.)
Alone: Chiesa di San Lorenzo (XVII w.), L’Oratorio di S. Rocco (XVIII w.), Kaplica Św. Katarzyny (ok. 1511 r.), Kaplica Św. Anny (ok. 1511 r.), Kaplica Zmarłych (1721 r.), Kaplica Nowa (druga połowa XVII w.), Santellino (początek XVIII w.), Kaplica Madonny z Dzieciątkiem (1570 r.), Kaplica Sant’Eldazo (Santo che è andato giù) (pocz. XX wieku), Kościół parafialny pod wezwaniem św. Wawrzyńca (konsekrowany w 1498 r.), Oratorium Św. Rocha (początku. XVIII w.), Casa del Comune (XV w.) z freskiem przedstawiającym Lwa Św. Marka (1619 r.), Casa Gotica (XV w.), Casa Canonica (XV w.), Casa Passerini (XV/XVI w.), Casa con Porticato (XV w.), Ca’ dei Preti (XVIII w.), Casa Zanelli (XV/XVI w.) z freskiem Adorazione dei pastori (XVI w.)

## Gastronomia i produkty lokalne
Górskie tereny Savallese bogate w łąki i pastwiska są idealnym środowiskiem dla hodowli owiec, kóz i miejscowych ras bydła jak np. Razza Bruna. Różnorodność środowiska, zrównoważona i naturalna dieta sprzyja tradycyjnej produkcji serów (często bez pasteryzacji), innych produktów mlecznych oraz mięs i wędlin. Miejscowe produkty oferowane są w punktach Coop La Savallese. W dolinie wyrabiane są głównie sery, wędliny, przetwory z owoców oraz miód.
Tradycyjne sery wyrabiane w regionie Savallo to przede wszystkim: Robiola, Nostrano della Valle Sabbia, Formagella della Valle Sabbia (ser oznaczony kategorią PAT – Prodotti Agroalimentari Tradizionali Italiani), Formaggio stagionato Conca.